# 1103
| Calendário gregoriano                                                        | 1103 MCIII                                            |
| Ab urbe condita                                                              | 1856                                                  |
| Calendário arménio                                                           | 552 – 553                                             |
| Calendário bahá'í                                                            | -741 – -740                                           |
| Calendário budista                                                           | 1647                                                  |
| Calendário chinês                                                            | 3799 – 3800 Início a 9 de fevereiro (aproximadamente) |
| Calendário copta                                                             | 819 – 820                                             |
| Calendário etíope                                                            | 1095 – 1096                                           |
| Calendários hindus - Vikram Samvat - Calendário nacional indiano - Cáli Iuga | 1158 – 1159 1024 – 1025 4203 – 4204                   |
| Calendário Holoceno                                                          | 11103                                                 |
| Calendário islâmico                                                          | 496 – 497                                             |
| Calendário judaico                                                           | 4863 – 4864                                           |
| Calendário persa                                                             | 481 – 482                                             |
| Calendário rúnico                                                            | 1353                                                  |
| Calendário solar tailandês                                                   | 1646                                                  |

1103 (MCIII, na numeração romana) foi um ano comum do século XII do calendário juliano, da Era de Cristo, e a sua letra dominical foi D (53 semanas), teve início a uma quinta-feira e terminou também a uma quinta-feira.
No território que viria a ser o reino de Portugal estava em vigor a Era de César que já contava 1141 anos.
| Ano completo                        |
| ----------------------------------- |
| Ano comum com início à quinta-feira |

## Eventos
- Viagem do bispo de Braga, D. Geraldo, a Roma, obtendo confirma da juridisção sobre todas as dioceses da Galiza - Astorga, Mondoñedo, Ourense e Tui - e ainda, em Portugal, sobre o Porto, Coimbra, Lamego e Viseu.
- Início da construção da fachada das Pratarias da Catedral de Santiago de Compostela.
- Batalha de Vatalandi, perto de Santarém, entre muçulmanos e cristãos.
- Soeiro Mendes e D. Teresa substituem, no governo de Portucale, o conde D. Henrique, ausente em Roma ou em Jerusalém.
- Hugo II sucede a Odo I no Ducado da Borgonha.
- Amadeu III sucede a Humberto II no Condado de Saboia.
- Lund torna-se sede da arquidiocese da Escandinávia.
- Agostinho I, Sigurdo I e Olavo Magnusson sucedem a Magno III Descalço no trono da Noruega.
- Boemundo I de Antioquia é resgatado da prisão dos emires danismêndidas por Balduíno II de Edessa.
- Ricardo de Salerno é libertado do seu cativeiro pelo imperador bizantino Aleixo I Comneno.

## Nascimentos
- Leonor de Châtellerault, esposa de Guilherme X da Aquitânia e mãe de Leonor da Aquitânia (m. 1130).
- Adeliza de Lovaina, rainha consorte da Inglaterra entre 1121 e 1135 (m. 1151).
- 5 de Agosto - Guilherme Adelin, filho do rei Henrique I de Inglaterra (m. 1120).
- 24 de Fevereiro - Toba, 74º imperador do Japão (m. 1156).
- 17 de março - Yue Fei, líder militar chinês (m. 1142)

## Mortes
- Soeiro Fromarigues, senhor de Grijó, na Batalha de Vatalandi.
- Mem Guedaz Guedeão, Rico-homem da região de Chaves do Condado Portucalense (n. 1040).
- Bodil Thrugotsdatter, rainha consorte da Dinamarca.
- Magno III Descalço, rei da Noruega (n. 1073).
- Isaac Alfasi, rabino e legalista da religião judaica (n. 1013).
- 23 de Março - Odo I, duque da Borgonha (n. 1058).
- 10 de julho - Érico I da Dinamarca, rei da Dinamarca.
- 14 de Outubro - Humberto II de Saboia, conde de Saboia (n. 1071).